# 西尾一
西尾 一（にしお はじめ、1934年 - ）は日本の俳人。岡山県出身。1993年第8回俳句研究賞受賞。師は飯田蛇笏、飯田龍太。俳句結社撫子主宰。ＮＨＫ文化センター俳句西尾教室講師

## 著書
- 『句集 冬の日』富士見書房 (1996/6/19）『白き皿』KARIYAデザイン室　（1998/4/10）